# Henri Martin
Henri Martin (ur. 20 lutego 1810 w Saint-Quentin, zm. 14 grudnia 1883 w Paryżu) – francuski historyk, republikanin.
Z wykształcenia był notariuszem. W 1848 został profesorem Sorbony, z której został później usunięty z powodu swoich poglądów. Od 1871 był członkiem Académie des sciences morales et politiques, a od 1878 – Akademii Francuskiej (fotel 38). Od 30 stycznia 1876 do swojej śmierci był senatorem.
Popierał ruchy niepodległościowe na terenie Europy, poparł także powstanie styczniowe. Główne dzieła: Histoire de France (1837–54),  La politique de la révolution... (1848), Pologne et Moscovie (1863) oraz La Russie et l’Europe (1866).